# Enkhjargal Dandarvaanchig
Enkhjargal Dandarvaanchig, noto anche con lo pseudonimo di Epi (mongolo: Дандарваанчигийн Энхжаргал, Dandarvaantschigiin Enchjargal; Ulan Bator, 1968), è un musicista e cantante mongolo.

## Biografia
Enkhjargal Dandarvaanchig è nato a Ulan Bator ed è quindi cresciuto a Altanbulag, un piccolo villaggio poco distante dalla frontiera russa. Ha studiato presso il conservatorio di Ulan Bator dal 1990 al 1992. Il suo maestro è stato G. Jamjam, uno dei più famosi suonatori di morin khuur (una tipica viola mongola) della Mongolia. Oltre a suonare il morin khuur Epi pratica il canto xöömej.
Dal 1993 vive in Germania.

## Discografia
- 1995: Altain Orgil
- 1997: Karawane (Rüdiger Oppermann)
- 1997: Sanddorn (Rigolo Dance Theater)
- 1997: Stories for Friends (Joachim-Ernst Berendt)
- 1998: Fragile Balance (Rüdiger Oppermann)
- 1999: The art of harp 3 & 4 (Shamrock Records)
- 1999: Holzradchen Zeitreise (Emma Volker)
- 2000: Klang Welten 2000 (Rüdiger Oppermann)
- 2000: Mongolgathalatta (Rainer Granzin)
- 2001: Jazz Hop Rhythm (Peter Götzmann)
- 2001: Trance Siberia (Hulu Projekt)
- 2002: Hoirr Öngö
- 2004: A Journey in the steppe (Okna Tsahan Zam)
- 2004: Sam sam but different (Rüdiger Oppermann)
- 2004: Same sun same moon same water (Rüdiger Oppermann)
- 2006: Roots folk world music (Rudolstadt)
- 2006: Klang Welten live 6 CD with Book (Rüdiger Oppermann)
- 2007: A Handbook for Human Being (Nathalie Manser)
- 2007: Arguilly (Jerry Royas)
- 2007: Klang Welten 2007 (Rüdiger Oppermann)
- 2008: Beautiful Turns (Rüdiger Oppermann)
- 2008: Rhythm on Fire (Lex van Someren)
- 2008: Klang Welten 2008 (Rüdiger Oppermann)
- 2009: You make me feel so young (25 Jahre Unikonzert) Bergische Uni Wuppertal
- 2009: Home (colonna sonora del film di Yann Arthus-Bertrand)
- 2009: Heilung das wunder in uns (Clemens Kuby)
- 2009: Zangina
- 2009: Zwieschen.spiel.fuer.die.seele (W. Abendschoene Akzente)
- 2010: Bulgarian & Mongolian Wild World Music (Violons barbares)
- 2010 : First time in the World meet Sarangi, Erhu, Morin huur. World premiere! (Mathias Duplessy & the 3 Violins of the World)
- 2010: O Lama-Buddhist Prayers (Gabriela Jaensch and friends)
- 2010: Guru Ram Das (Lex Van Someren)
- 2010: Traumreise für die Seele (Lex Van Someren)
- 2010: Klang Welten (Rüdiger Oppermann)
- 2011: Spirit of the Silk Road (Bruno Baumann)
- 2012: The Dawn of the Foremothers (Namgar)
- 2012: Mama Papa (Lex Van Someren)
- 2013: Brassens, Echos d'aujourd'hui
- 2013: Souffles et voix (Henri Tournier)
- 2013: Voyage (Fabian Joosten)
- 2013: Enkhjargal & Chantal Instrumental (Chantal)